# Invitation
Invitation ist ein Livealbum des US-amerikanischen Bassisten Jaco Pastorius. Es wurde vom 1. bis 5. September 1982 während dessen Tour mit der Word of Mouth-Band bei Konzerten in Japan aufgenommen. Das Album erschien beim Label Warner Music.
Nach der Version mit acht Liedern erschien im Jahr 2000 ein Remastering mit neun Stücken.

## Über das Album
Am Ende seiner Zeit bei der Fusion-Band Weather Report gründete Jaco Pastorius die Big Band Word of Mouth, mit der er mehrfach zwischen 1981 und 1986 auf Tournee ging. 1981 nahm er mit dieser Band sein gleichnamiges zweites Solo-Album Word of Mouth auf. Invitation wurde ein Jahr später während eines Konzertes mit der auf ein Harmonieinstrument verzichtenden Big Band in Japan aufgenommen.
„Invitation“ ist ein Stück des polnisch-amerikanischen Film- und Schlager-Komponisten Bronislau Kaper. Das Lied wurde ursprünglich für den Spielfilm Mein Leben gehört mir (A Life Of Her Own) aus dem Jahr 1950 geschrieben. Den Namen „Invitation“ erhielt es, weil es 1952 erneut für einen Film mit diesem Namen verwendet wurde.
Der Titel ist der Namensgeber des Albums.
Das zweite Stück auf dem Album ist Pastorius’ Interpretation des traditionellen amerikanischen Liedes „America the Beautiful“, dessen Melodie von Samuel A. Ward komponiert wurde. Pastorius verwendet unter anderem auch die für sein Bassspiel typischen Flageoletttöne. Das folgende Stück „The Chicken“, wurde vom Saxophonisten Pee Wee Ellis geschrieben; die Einleitung namens „Soul Intro“ stammt von Pastorius selbst. Das Original des Stücks „Continuum“ wurde auf Jaco Pastorius’ Debütalbum veröffentlicht. Diese Liveversion unterscheidet sich von der Ursprungsversion; so spielte Pastorius ein etwa zweieinhalb minütiges Intro, bevor die Melodie des Themas deutlich zu hören ist.
Die Melodie zum Jazzstandard „Sophisticated Lady“ wurde 1932 von Duke Ellington geschrieben. In dieser Version des Stücks ist Stargast Toots Thielemans auf der Mundharmonika zu hören.
„Fannie Mae“ wurde im Original von Buster Brown, Clarence Lewis und Morgan Robinson geschrieben. „Eleven“ ist ein Stück von Miles Davis und Gil Evans. In der ursprünglichen Ausgabe des Albums wurden die beiden Stücke zusammengelegt; im Remastering von 2000 sind sie aber wie schon immer in der japanischen Edition getrennt. „Fannie Mae“ (in der japanischen Edition „Pac-Man Blues“ genannt) ist das einzige Stück des Albums, auf dem Gesang zu hören ist. Beim Text handelt es sich um eine Abwandlung des ursprünglichen Textes von Buster Brown.

## Stücke des Albums
1. Invitation (Kaper) – 6:42
2. Amerika (Traditionell) – 1:09
3. Soul Intro/The Chicken (Pastorius/Ellis) – 6:35
4. Continuum (Pastorius) – 4:13
5. Liberty City (Pastorius) – 4:11
6. Sophisticated Lady (Ellington) – 4:53
7. Reza/Giant Steps/Reza (Reprise) (Pastorius, John Coltrane) – 10:02
8. Fannie Mae/Eleven (Brown/Evans/Davis) – 2:36

## Rezensionen
Scott Yanow bezeichnete das Album in Allmusic als bessere der beiden Word of Mouth-Aufnahmen und vergibt viereinhalb von fünf Punkten. Er erwähnt den „eher ungewöhnlichen Klang der Bigband, die einen Bassgitarristen begleitet.“
Richard Cook und Brian Morton bezeichnen im Penguin Guide to Jazz Recordings Invitation zwar als „großartiges Album“, das „ein Fest für Bassgitarren-Fans“ sei, verliehen dem Album aber lediglich drei Sterne. Einschränkend kritisieren die Autoren dessen „uneinheitliches Klangbild“ besonders im Stück „Amerika“, das starken Hendrix-Einfluss zeige. Zwar weise Pastorius mit Coltranes „Giant Steps“ und Gil Evans’ „Eleven“ seine Wurzeln im Jazz vor, biete aber mit dem weiteren Repertoire einen eher „eklektischen Mix“.

## Besetzung der Big Band
Neben dem Sextett und Thielemans (s. Kasten oben):
- Trompete: Jon Faddis, Elmer Brown, Forrest Buchtel, Ron Tooley
- Posaune: Wayne Andre, Dave Bargeron, Peter Graves, Bill Reichenbach junior
- Holzbläser: Mario Cruz (Tenor- und Sopransaxophon, Klarinette), Randy Emerick (Baritonsaxophon, Klarinette, Altflöte), Alex Foster (Tenor-, Alt- und Sopransaxophon, Klarinette, Piccoloflöte), Paul McCandless (Tenorsaxophon, Oboe, Englischhorn)
- Waldhorn: Peter Gordon, Brad Warnaar